# جورج برود أوم
جورج برود أوم (13 مارس 1905 – القرن الـ20) هو ملاكم كندي راحل، مثّل بلاده في الألعاب الأولمبية الصيفية 1920.

## روابط خارجية
جورج برود أوم على موقع بوكس ريك (الإنجليزية) (registration required)
- جورج برود أوم على موقع أوليمبيديا (الإنجليزية)